# Répásfalu
Répásfalu (lengyelül Rzepiska) falu Lengyelország déli részén, a Kis-lengyelországi vajdaságban.

## Fekvése
A szlovák határtól közúton 7 km-re, a Bialka-folyó mellett, Szepesbéla és Nowy Targ között található.

## Történelem
A 18. század végén Vályi András így ír róla: „REPISKO. Repisk. Tót falu Szepes Vármegyében, földes Ura B. Palotsay Uraság, lakosai katolikusok, fekszik Jurgovhoz nem meszsze, mellynek filiája, határja hegyes, köves, hideg, a’ szelek, és záporok is járják, mellynek egy nyomás tsupán zabot terem.”
Fényes Elek 1851-ben kiadott geográfiai szótárában így ír a faluról: „Repiszkó, tót falu, Szepes vgyében, Jurgó fil., 641 kath. lak. F. u. b. Palocsay-Horváth. Ut. p. Lőcse.”
Répásfalu a trianoni diktátumig Magyarország területén, Szepes vármegye Szepesófalui járásában volt.